# Nissan Bluebird
Pour les articles homonymes, voir Bluebird.
 (août 2017).
Si vous disposez d'ouvrages ou d'articles de référence ou si vous connaissez des sites web de qualité traitant du thème abordé ici, merci de compléter l'article en donnant les références utiles à sa vérifiabilité et en les liant à la section « Notes et références ».
La Nissan Bluebird est une voiture de taille moyenne, apparue dans sa première génération en 1957. 

## Historique
Les origines de la Bluebird remontent aux premiers véhicules D.A.T. puis Datsun et Nissan des années 1900. 
La Bluebird était positionnée de façon à rivaliser avec la Toyota Corona. Cette dernière avait été développée afin que Toyota puisse continuer à proposer des voitures aux compagnies de taxis, car les dimensions de la Toyota Crown ne cessaient d’augmenter. Ainsi, chaque génération de Bluebird fut déclinée taxi.  
La Bluebird fut déclinée dans de multiples versions. Berline Nissan la plus connue pendant de nombreuses années, elle s’est fait remarquer par sa fiabilité et sa robustesse. 
Ce modèle, l’un des plus anciens chez Nissan à la fin de sa carrière, a assuré en son temps le gros des ventes de Nissan à l'international, dans plusieurs carrosseries et sous plusieurs noms : 160J, 710, Violet, Auster, Stanza, Pintara… 